# بره (صورت فلکی)
صورت فلکی بَرّه یا حَمَل، دارای سه ستاره اصلی رنگ پریده به صورت مثلثی مختلف‌الاضلاع می‌باشد؛ و از صور فلکی منطقةالبروجی است.
شرطین در این پیکر آسمانی ستاره‌ای دوتایی است.
این صورت فلکی پیوندی با افسانه‌ها و اساطیر ایرانی دارد. حدود دو هزار سال پیش مبنای آغاز بهار بوده‌است ولی به علت پدیده حرکت تقدیمی زمین، در زمان حال، خورشید در لحظه اعتدال بهاری در صورت فلکی مجاور آن یعنی ماهی (حوت) است.
ستاره آلفای این صورت فلکی به نام حمل (بره) است. نوع طیف آنIII 2K، با قدر ۲، به فاصلهٔ ۷۸ سال نوری تا زمین است. ستاره بتای آن، به نام انورالشیاطین که به معنای «دو چیز که واضح نیست» قدری معادل ۶/۲ دارد و فاصله آن ۴۴ سال نوری است. ستاره گامای آن هم به نام اخفی الشیاطین نامیده می‌شود که با چشم غیرمسلح به صورت یک ستاره با قدر ۴ است، اما با یک تلسکوپ کوچک یک جفت همدم آن با قدر ۶/۴ هم دیده می‌شود.